# العلم الرئاسي الأذربيجاني

علم رئيس أذربيجان

العلم الرئاسي الأذربيجاني هو رمز رئيس أذربيجان الرسمي. يوجد علم دولة رئيس جمهورية أذربيجان في مقر القصر الرئاسي لجمهورية أذربيجان والمقر الرئاسي لجمهورية أذربيجان، في القصر الرئاسي وفي المقر الرئاسي لرئيس جمهورية أذربيجان في القاعات والمباني المخصصة للمناسبات الرسمية التي يشارك فيها رئيس جمهورية أذربيجان، والاحتفالات الرسمية والاحتفالات الأخرى على المبنى الذي أقيم فيه هذا الحدث أو في القاعة (الغرفة) حيث أقيم الحدث، وعلى مركبات رئيس جمهورية أذربيجان.

## هيكل
تمت الموافقة عليه بموجب المرسوم الصادر في 15 سبتمبر 2008. هو علم مربع من ثلاثة خطوط أفقية من الأزرق والأحمر والأخضر.يوجد شعار الدولة في منتصف الشريط الأحمر.